# President de la República Centreafricana

Escut de la República Centreafricana

El President de República Centreafricana  és el Cap d'Estat de República Centreafricana. El càrrec fou creat en 1960.
| Nom                             | Imatge | Inici del govern       | Fi del govern          |
| ------------------------------- | ------ | ---------------------- | ---------------------- |
| David Dacko                     |        | 14 d'agost de 1960     | 1 de gener de 1966     |
| Jean-Bédel Bokassa              |        | 1 de gener de 1966     | 4 de desembre de 1976  |
| Jean-Bédel Bokassa              |        | 4 de desembre de 1976  | 21 de setembre de 1979 |
| David Dacko                     |        | 21 de setembre de 1979 | 1 de setembre de 1981  |
| André Kolingba                  |        | 1 de setembre de 1981  | 22 d'octubre de 1993   |
| Ange-Félix Patassé              |        | 22 d'octubre de 1993   | 15 de març de 2003     |
| François Bozizé                 |        | 15 de març de 2003     | 24 de març de 2013     |
| Michel Djotodia provisòri       |        | 24 de març de 2013     | 10 de gener de 2014    |
| Alexandre-Ferdinand Nguendet    |        | 10 de gener de 2014    | 23 de gener de 2014    |
| Catherine Samba-Panza provisòri |        | 23 de gener de 2014    | 30 de març de 2016     |
| Faustin-Archange Touadéra       |        | 30 de març de 2016     | actualitat             |